# Oulad Ayyad
Oulad Ayyad (franska: Oulad Ayyad (CR), Oulad Ayyad (Commune Rurale), arabiska: راس القصر) är en kommun i Marocko.   Den ligger i provinsen Taounate och regionen Fès-Meknès, i den nordöstra delen av landet, 200 km öster om huvudstaden Rabat. Antalet invånare är 8 896.